# Carpineto
Carpineto (korsisch Carpinetu) ist eine Gemeinde auf der französischen Insel Korsika. Sie gehört zum Département Haute-Corse, zum Arrondissement Corte und zum Kanton Castagniccia. Die Bewohner nennen sich Carpinitacci.

## Geografie
Carpino liegt im Zentrum der Castagniccia. Das Siedlungsgebiet liegt auf durchschnittlich 700 Metern über dem Meeresspiegel. Nachbargemeinden sind Stazzona und Rapaggio im Norden, Valle-d’Orezza im Nordosten, Tarrano im Südosten, Piobetta im Süden, Carcheto-Brustico im Westen sowie Piedipartino und Pie-d’Orezza im Nordwesten.

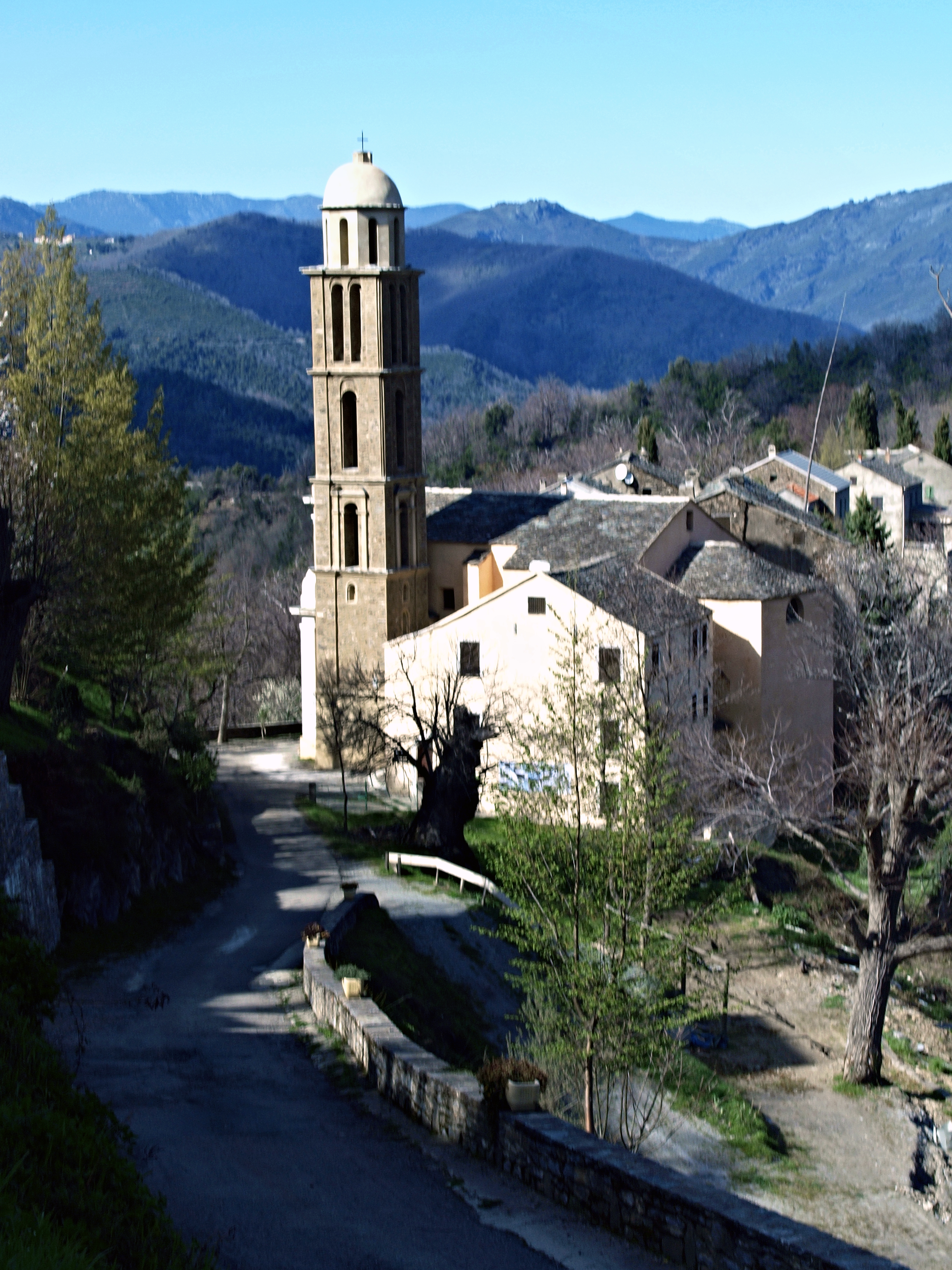
Kirche Sainte-Marie

## Bevölkerungsentwicklung
| Jahr      | 1962 | 1968 | 1975 | 1982 | 1990 | 1999 | 2008 | 2016 |
| --------- | ---- | ---- | ---- | ---- | ---- | ---- | ---- | ---- |
| Einwohner | 91   | 71   | 36   | 29   | 15   | 11   | 26   | 32   |